# Chris Kattan
Christopher Lee Kattan (Culver City, California, 19 de octubre de 1970), más conocido como Chris Kattan, es un actor y comediante estadounidense. Kattan alcanzó su mayor éxito durante la serie de comedia de sketches de la NBC, Saturday Night Live entre 1996 a 2003. También interpretó a Doug Butabi en A Night at the Roxbury, a Bob en las primeras cinco temporadas de The Middle y presto su voz para el personaje de Bunnicula en la serie animada Bunnicula. También es conocido por interpretar al antagonista principal, el Sr. Feather, en Undercover Brother (2002).

## Biografía
Su padre, "Kip King" (nacido en Chicago, Illinois como Jerome Charles Kattan, de ascendencia judío iraquí), fue un actor conocido por su papel en la serie Reno 911! como Larrie Plum. Su madre, Hajni Biro, fue una conejita Playboy en la década de 1960. Kip y Hajni se divorciaron cuando Chris era un niño, tras lo cual se fue a vivir junto a su madre y a su padrastro.
Kattan fue miembro de la tropa de comediantes The Groundlings, una escuela de improvisación y sketches de comedia con sede en Los Ángeles; su padre fue uno de los miembros originales de dicha tropa. Emigró a Nueva York para trabajar en Saturday Night Live entre 1996 y 2003. Protagonizó en 1998 la comedia A Night at the Roxbury con el miembro de Saturday Night Live (y de The Groundlings) Will Ferrell.
Desde 2009 tuvo una participación estable en la serie The Middle en el papel de Bob, hasta la remoción de su personaje en 2014.

## Filmografía

### Cine y televisión
- NewsRadio (TV) (1995)
- Saturday Night Live (TV) (1996–2003)
- Grace Under Fire (TV) (1996)
- A Night at the Roxbury (1998)
- House on Haunted Hill (1999)
- Any Given Wednesday (2000)
- Corky Romano (2001)
- Monkeybone (2001)
- Undercover Brother (2002)
- Enough About Me (TV) (2005)
- Adam and Steve (2005)
- Santa's Slay (2005)
- Inked (TV) (2005)
- Totally Awesome (TV) (2006)
- Aqua Teen Hunger Force Colon Movie Film for Theaters (como Walter Melon-voz) (2007)
- Gym Teacher: The Movie (2008)
- Delgo (Filo-voz) (2008)
- Tanner Hall (2009)
- The Middle (TV) (2009-2014)
- Foodfight! (como el Pingüino polar-voz) (2012)
- Bunnicula (como Bunnicula-voz) (TV) (2016-2018)
- Walk of Fame (2017)
- El experimento soviético del sueño (2019)
- Casa de invitados (2020)
- 40-Amor (2021)
- The Cuphead Show! (como Werner Werman-voz, Episodio: "Se acabó la rata, amigos") (TV) (2022)
- Leo (como el Caimán #1-voz) (2023)